# Drosophila persimilis
Drosophila persimilis este o specie de muște din genul Drosophila, familia Drosophilidae, descrisă de Theodosius Grigorievich Dobzhansky și Carl Clawson Epling în anul 1944. Conform Catalogue of Life specia Drosophila persimilis nu are subspecii cunoscute.